# Wassereindringprüfer
Der Wassereindringprüfer, auch Karstensches Röhrchen oder Wassereindringprüfer nach Karsten ist ein Messgerät, mit dem zerstörungsfrei vertikale bis horizontale Oberflächen auf ihre Wasseraufnahme oder Wasserdurchlässigkeit geprüft werden können.
Es findet hauptsächlich im Bauwesen zur Prüfung von Putz (Baustoff) oder anderen Gebäudeoberflächen wie Beton, Klinker oder auch Fugen Anwendung. Der Korpus ist aus Glas, besteht aus einem offenen senkrechten Zylinder und einer Kammer mit einem Rand zur Befestigung an die zu prüfende Oberfläche. Die Befestigung erfolgt mit Knete, Butylkautschuk (Karosseriedichtstoff) etc. Es gibt zwei Bauformen, jeweils zur Prüfung von vertikalen bzw. horizontalen Oberflächen. Das Prüfprinzip ist einfach: der Wassereindringprüfer wird an seinem Rand umlaufend mit Knete belegt und dann auf die Prüfoberfläche gedrückt, bis die Knete eine Dichtung zwischen Wand und dem Rand der Kammer bildet. Wird nun in das offene Ende am Zylinder Wasser eingefüllt, übt dieses entsprechend der gebildeten Wassersäule Druck auf die Oberfläche aus. Der Prüfer kann nun beobachten, ob sich der Wasserspiegel senkt und daraus Schlüsse über die Wasseraufnahmefähigkeit bzw. -durchlässigkeit der Oberfläche ziehen.
Die Wasseraufnahme (Wasseraufnahmekoeffizient) von Putz kann z. B. überschlägig ermittelt werden, in dem man die (negative) Beschleunigung der Senkung des Wasserspiegels misst.